# Caixanas
Os Caixanas são um  grupo indígena que habita o médio rio Solimões, na Área Indígena Barreira da Missão, além do alto Solimões, na Terra Indígena São Sebastião, no estado brasileiro do Amazonas.